# Pauline Ferrand-Prévot
Pauline Ferrand-Prévot (* 10. Februar 1992 in Reims) ist eine französische Radrennfahrerin. Sie ist im Straßenradsport, Mountainbikesport, Cyclocross und Gravel aktiv und zählt mit insgesamt 15 Weltmeistertiteln in allen vier Disziplinen zu den erfolgreichsten Radsportlerinnen aller Zeiten. Ihre meisten Erfolge erzielte sie im Mountainbikesport, wo sie mit fünf Titeln im XCO die alleinige Rekordweltmeisterin ist. In derselben Disziplin wurde sie in Paris 2024 auch Olympiasiegerin. Weiters wurde sie auch Weltmeisterin auf der Straße (2014) im Cyclocross (2015) und Gravel (2022). Im Jahr 2025 fokussierte sich Ferrand-Prévot vorrangig auf den Straßenradsport und gewann als erste Französin die Tour de France Femmes und Paris–Roubaix Femmes.

## Sportliche Laufbahn
Pauline Ferrand-Prévot stammt aus Reims, wo ihre Eltern eine Radsportschule unterhielten. 2009 wurde sie Junioren-Weltmeisterin sowie Junioren-Europameisterin auf dem Mountainbike wie auch Junioren-Europameisterin und französische Junioren-Meisterin im Einzelzeitfahren auf der Straße; bei den Europameisterschaften wurde sie zudem Dritte im Straßenrennen. Bei den Junioren-Straßenweltmeisterschaften wurde sie jeweils Zweite im Straßenrennen sowie im Einzelzeitfahren und gewann den Chrono des Nations (U23). 2010 errang sie den Titel der Junioren-Straßenweltmeisterin und im Einzelzeitfahren den der Vize-Weltmeisterin; im Mountainbike wurde sie ein zweites Mal Junioren-Weltmeisterin. Bei den Straßen-Europameisterschaften wurde sie jeweils Zweite im Straßenrennen und im Einzelzeitfahren. Zudem wurde sie französische Junioren-Meisterin im Straßenrennen und belegte bei den Querfeldein-Weltmeisterschaften der Elite den achten Platz.
Ab 2012 fuhr Ferrand-Prévot professionelle Straßenrennen mit dem Rabobank-Team. Bei den französischen Straßen-Meisterschaften im Juni gewann sie das Einzelzeitfahren und damit ihren ersten Titel in der Elite. Kurz darauf startete sie bei den Olympischen Spielen 2012 in London. Sie belegte im Straßenrennen der Frauen Rang acht und im Mountainbikerennen den 26. Platz. Während der folgenden Jahre betrieb sie zugleich Straßen- und Mountainbikerennen sowie Cyclocross im Winter. 2014 gewann sie im Laufe der Saison mehrere Straßenrennen wie Flèche Wallonne und die Gesamtwertung bei Emakumeen Bira; im Giro d’Italia Donne wurde sie knapp Zweite hinter ihrer Teamgefährtin Marianne Vos. Zum Saisonende wurde sie im spanischen Ponferrada Weltmeisterin im Straßenrennen. Zu Beginn des Jahres 2015 wurde Ferrand-Prévot im tschechischen Tábor Weltmeisterin im Cyclocross, und später im Jahr errang sie ebenso den WM-Titel auf dem Mountainbike. Sie ist damit (Stand 2024) die einzige Radsportlerin, die je gleichzeitig Weltmeisterin in drei verschiedenen Disziplinen war. Zusammen mit dem WM-Titel in der Mountainbikestaffel war sie zu diesem Zeitpunkt gar vierfache Weltmeisterin.
2016 hatte sich Ferrand-Prévot mit Verletzungssorgen zu plagen, galt aber nach ihren vorherigen Erfolgen als Favoritin bei den Olympischen Spielen 2016, wo sie im Straßen- und im Mountainbikerennen antrat. Die Spiele verliefen für sie enttäuschend; sie wurde 26. im Straßenrennen und musste das Mountainbikerennen entkräftet aufgeben. 2017 wechselte sie zu Canyon SRAM Racing. Im August 2018 wurde sie in Glasgow hinter der Schweizerin Jolanda Neff Vize-Europameisterin im Cross-Country. Im Dezember 2018 gab sie bekannt, dass sie sich wegen Durchblutungsstörungen in den Beinen operieren lassen müsse und deshalb voraussichtlich für rund vier Monate ausfalle. Im August 2019 entschied sie die Mountainbike-Weltmeisterschaften in Kanada vor Neff für sich.
Ende 2019 kündigte Pauline Ferrand-Prévot an, vorerst keine Straßenrennen mehr zu fahren, sondern sich auf Mountainbike und Cyclocross zu konzentrieren, da sie diese Disziplinen bevorzuge.
In der Saison 2020 wurde Ferrand-Prévot zum dritten Mal Weltmeisterin im Cross-Country. Sie gewann zudem die Europameisterschaften und eines der beiden ausgetragenen Weltcup-Rennen. In der Saison 2021 folgten zwei Weltcup-Erfolge und die Bronzemedaille bei den MTB-Weltmeisterschaften im Shorttrack (XCC). Im olympischen Cross-Country wurde sie erneut Europameisterin, die Olympischen Sommerspiele verliefen jedoch erneut enttäuschend für sie: Nach einem Sturz in der ersten Runde und einer Panne in der dritten konnte sie nie entscheidend ins Rennen eingreifen und endete auf dem 10. Platz.
2022 zeigte sich Ferrand-Prévot gestärkt und zeigte eine ähnlich spektakuläre Leistung wie 2014/15. Bei den Mountainbike-Weltmeisterschaften 2022 Ende August gewann sie ihren vierten Titel im Cross-Country XCO und zudem den im XCC. Drei Wochen später siegte sie bei den Mountainbike-Marathon-Weltmeisterschaften, und wiederum drei Wochen danach krönte sie sich zur ersten Weltmeisterin der Geschichte im Gravelrennen bei den Weltmeisterschaften in Cittadella. Sie gewann damit innerhalb von sechs Wochen vier Weltmeistertitel.
Bei den Mountainbike-Weltmeisterschaften 2023 in Glasgow verteidigte Ferrand-Prévot ihre Titel im XCO und XCC. 2024 gewann sie in Cheile Grădiștei die Europameisterschaften im XCC. 2024 gewann sie im vierten Anlauf und vor Heimpublikum bei Paris mit großem Vorsprung das olympische Mountainbikerennen. Zuvor hatte sie angekündigt, ihre Mountainbike-Karriere nach dieser Saison beenden zu wollen und – im Alter von 32 Jahren – zum Straßenradsport zurückkehren zu wollen. Am 2. August 2025 auf der vorletzten und zugleich Königinetappe der 2025er Tour de France Femmes zum Col de la Madeleine errang sie mit deutlichen Abstand ihren ersten Etappensieg und übernahm erstmals das Gelbe Trikot. Durch den erneuten Etappensieg am Folgetag schloss sie die Rundfahrt als Gesamtsiegerin ab.

## Privates
Bis 2021 war Pauline Ferrand-Prévot die Lebenspartnerin des zweifachen Olympiasiegers Julien Absalon (* 1980). Ihre berufliche Zusammenarbeit im Team wollen sie jedoch fortführen.
2023 wurde bekannt, dass sie mit dem niederländischen Radsportler Dylan van Baarle liiert ist.

## Erfolge

### Straße
2009
- Europameisterschaft (Juniorinnen) – Einzelzeitfahren
- Französische Meisterschaft (Juniorinnen) – Einzelzeitfahren
- Weltmeisterschaften (Juniorinnen) – Straßenrennen, Einzelzeitfahren

2010
- Weltmeisterin (Juniorinnen) – Straßenrennen
- Weltmeisterschaften (Juniorinnen) – Einzelzeitfahren

2012
- Französische Meisterschaft – Einzelzeitfahren

2013
- Französische Meisterschaft – Einzelzeitfahren
- Nachwuchswertung Route de France Féminine
- Weltmeisterschaften – Mannschaftszeitfahren (mit Team Rabobank)

2014
- La Flèche Wallonne Féminine
- Gesamtwertung und zwei Etappen Emakumeen Bira
- Berg- und Nachwuchswertung Festival Elsy Jacobs
- Französische Meisterschaft – Einzelzeitfahren
- Französische Meisterschaft – Straßenrennen
- Weltmeisterin - Straßenrennen

2015
- Französische Meisterschaft – Straßenrennen
- eine Etappe Giro d’Italia Donne

2025
- Paris-Roubaix Femmes
- Gesamtwertung und zwei Etappen Tour de France Femmes

### Cyclocross
2011/2012
- Europameisterschaften
- Cyclocross de Rodez

2012/2013

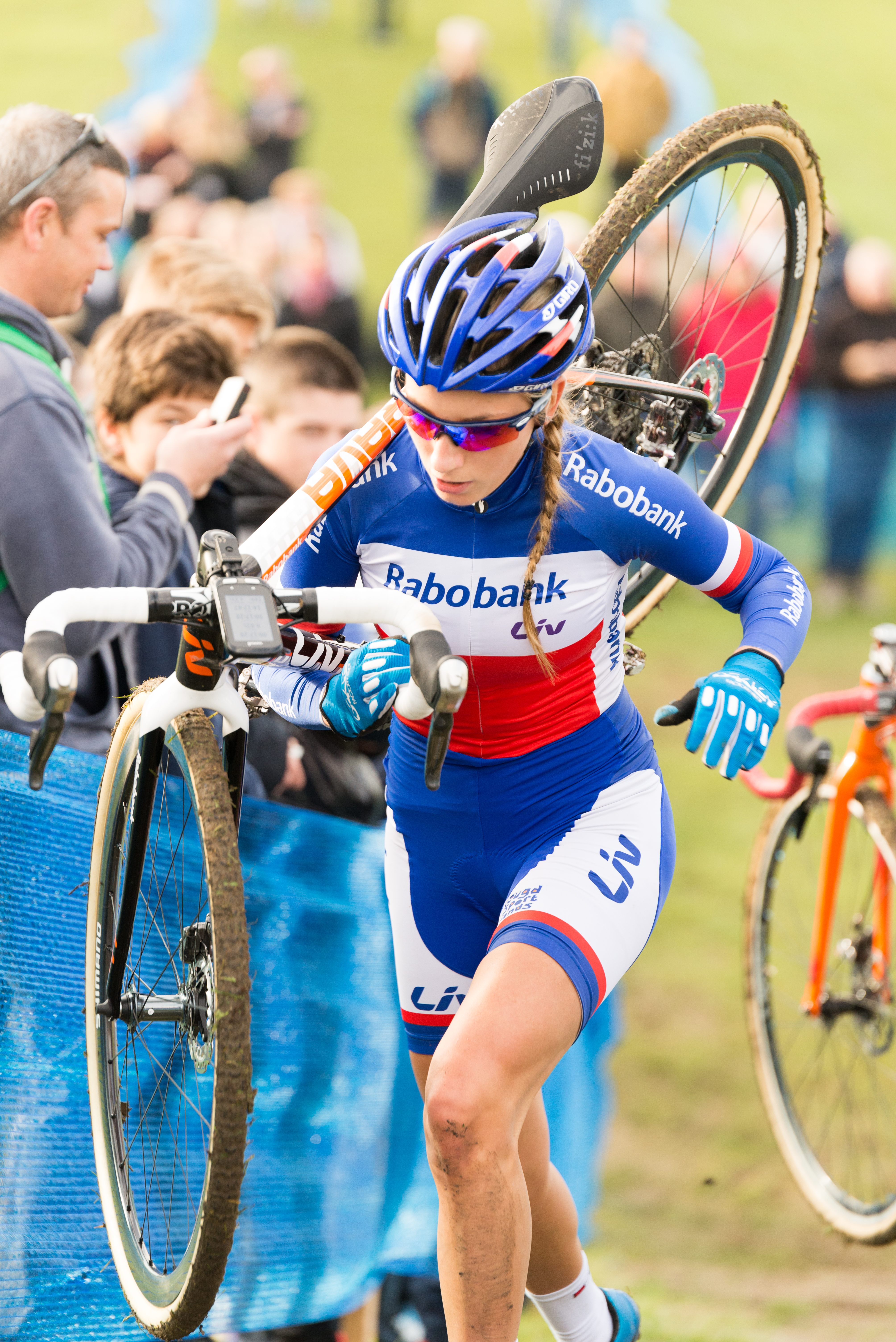
Ferrand-Prévot beim Querfeldeinrennen 2014 in Dijon

- Challenge National 3éme Epreuve (Pontchâteau)

2013/2014
- Challenge National 3éme Epreuve (Flamanville)
- Französische Meisterschaft Cyclocross

2014/2015
- Cyclo-Cross International du Mingant Lanarvily
- Französische Meisterschaft Cyclocross
- Weltmeisterin

2017/18
- Druivencross Overijse
- Französische Meisterschaft Cyclocross

### Mountainbike
2009
- Weltmeisterin (Juniorinnen) – Cross-Country XCO
- Europameisterschaft (Juniorinnen) – Cross-Country XCO

2010
- Weltmeisterin (Juniorinnen) – Cross-Country XCO
- ein Weltcup-Erfolg (Juniorinnen) – Cross-Country XCO in Offenburg

2011
- Weltmeisterschaft (U23) – Cross-Country XCO
- Weltcup-Gesamtwertung und vier Erfolge (U23) – Cross-Country XCO in Dalby Forest, Offenburg, Mont Sainte-Anne und Windham

2013
- Französische Meisterschaft – Cross-Country XCO (U23)
- Weltmeisterschaft – Cross-Country XCO (U23)

2014
- Europameisterschaft – Cross-Country XCO (U23)
- Französische Meisterin – Cross-Country XCO
- Weltmeisterin – Staffel XCR
- zwei Weltcup-Erfolge – Cross-Country XCO in Nové Město und Albstadt

2015
- Weltmeisterin – Cross-Country XCO
- Weltmeisterin – Staffel XCR
- Französische Meisterin – Cross-Country XCO
- ein Weltcup-Erfolg – Cross-Country XCO in Windham

2016
- Weltmeisterin – Staffel XCR
- Französische Meisterschaft – Cross-Country XCO

2017
- Weltmeisterschaften – Cross-Country XCO
- Weltmeisterschaften – Staffel XCR
- Französische Meisterin – Cross-Country XCO
- Copa Catalana Internacional – Cross-Country XCO
- Argovia Vittoria-Fischer Bike Cup Lostorf

2018
- Mountainbike-Europameisterschaft – Cross-Country XCO
- Französische Meisterin – Cross-Country XCO

2019
- Weltmeisterin – Cross-Country XCO
- Weltmeisterschaften – Staffel XCR
- Weltmeisterin – Marathon XCM
- Französische Meisterin – Cross-Country XCO
- zwei Weltcup-Erfolge – Cross-Country XCO in Val di Sole und Snowshoe
- ein Weltcup-Erfolg – Shorttrack XCC in Lenzerheide

2020
- Weltmeisterin – Cross-Country XCO
- Europameisterin – Cross-Country XCO
- ein Weltcup-Erfolg – Cross-Country XCO in Nové Město

2021
- Europameisterin – Cross Country XCO
- Weltmeisterschaften – Short Track XCC
- zwei Weltcup-Erfolge – Shorttrack XCC in Albstadt und Les Gets

2022
- Weltmeisterin – Cross-Country XCO
- Weltmeisterin – Shorttrack XCC
- Weltmeisterin – Marathon XCM
- Europameisterschaften – Cross-Country XCO
- Französische Meisterin – Shorttrack XCC
- ein Weltcup-Erfolg – Cross-Country XCO in Val di Sole
- zwei Weltcup-Erfolge – Shorttrack XCC in Petrópolis und Val di Sole

2023
- Weltmeisterin – Cross-Country XCO
- Weltmeisterin – Shorttrack XCC
- ein Weltcup-Erfolg – Shorttrack XCC in Leogang

2024
- Europameisterin - Short Track XCC
- Olympiasiegerin – Cross-Country XCO
- zwei Weltcup-Erfolge – Cross-Country XCO in Nové Město und Val di Sole

### Gravel
2022
- Weltmeisterin

## Auszeichnungen
- 2014, 2015, 2020: Frankreichs Sportlerin des Jahres